# Macgregoromyia sikkimensis
Macgregoromyia sikkimensis är en tvåvingeart som beskrevs av Alexander 1962. Macgregoromyia sikkimensis ingår i släktet Macgregoromyia och familjen storharkrankar. Inga underarter finns listade i Catalogue of Life.